# كويتشي ساتو (ممثل)
كويتشي ساتو (باليابانية: 佐藤 浩 市) (مواليد 10 ديسمبر 1960) هو ممثل ياباني. وهو نجل الممثل الياباني المخضرم رينتارو ميكوني.

## الأعمال

### أفلام
| السنة | العنوان              | الدور        |
| ----- | -------------------- | ------------ |
| 1983  | أنتارتيكا            |              |
| 1996  | أويشينبو             | شيرو ياماوكا |
| 1998  | رازن                 | ميتسو أندو   |
| 2007  | نسيم لطيف على القرية |              |
| 2008  | الساعة السحرية       | تايكي موراتا |